# Катейулы, Ерланбек
Ерланбек Катеулы (кит. упр. 叶尔兰别克·卡泰, пиньинь Yè’ěrlánbiékè Kǎtài, каз. Ерланбек Кәтейұлы, р.16 июля 1990) — китайский борец вольного стиля, казах по национальности, призёр Азиатских игр.

## Биография
Родился в 1990 году в Цзюцюане (провинция Ганьсу). В 2014 году принял участие в Азиатских играх в Инчхоне и завоевал там бронзовую медаль. В 2015 году занял 7-е место на чемпионате Азии, и 16-е — на чемпионате мира. В 2016 году принял участие в Олимпийских играх в Рио-де-Жанейро, но стал там лишь 12-м. В 2018 году принял участие в Азиатских играх в Джакарте, но занял там лишь 7-е место.